# 4648 Tirion
4648 Tirion је астероид главног астероидног појаса са пречником од приближно 12,29 .
Афел астероида је на удаљености од 2,837 астрономских јединица (АЈ) од Сунца, а перихел на 1,951 АЈ.
Ексцентрицитет орбите износи 0,184, инклинација (нагиб) орбите у односу на раван еклиптике 9,791 степени, а орбитални период износи 1353,567 дана (3,705 године).
Апсолутна магнитуда астероида је 13,20 а геометријски албедо 0,061.
Астероид је откривен 18. октобра 1931. године.